# Гуи, Гийом
Гийом Гуи (фр. Guillaume Gouix; род. 30 ноября 1983, Экс-ан-Прованс, Франция) — французский актёр.

## Биография
Гийом Гуи родился 30 ноября 1983 года в Экс-ан-Провансе, городке в департементе Буш-дю-Рон на юге Франции. Будучи 16-летним подростком он впервые появился на телеэкране в фильме «Наноси» (фр. Dérives). Получил актёрское образование на драматическом отделении марсельской консерватории, затем закончил Региональная актерскую школу в Каннах. Играл на театральной сцене у режиссёров Дидье Гала, Бруно Байена и Жан-Пьера Винсента.
В кино Гийом Гуи дебютировал в 2000 году, сыграв роль Кевина в семейной комедии «Вторая половина июля» Кристофа Ричерт. С тех пор он снялся почти в 50 кино- и телефильмах и сериалах. Первой большой актерской работой Гийома Гуи стала роль Руди в телефильме «Сильные плечи» режиссёра Урсулы Мейер. Главная роль в фильме «Непокорные» и совместная работа с Софи Марсо в фильме «Пропавшая в Довиле» помогли Гуи стать одним из ведущих молодых актеров Франции.
Гийом Гуи известный также ролями в гангстерском боевике «22 пули: Бессмертный» режиссёра Ришара Берри с Жаном Рено в главной роли, комедии Марка Фитусси «Копакабана», триллере «Пупупиду», «Полночь в Париже» Вуди Аллена, мистическом сериале «По зову скорби».
В 2011 году Гйом Гуи дебютировал как режиссёр короткометражкой «Алексис Иванович, вы мой герой», которая получила особый приз за лучший короткометражный фильм от компании «Кодак» на 64-м Каннском кинофестивале.
В 2012 году Гийом Гуи сыграл сразу две главные роли — в драме «За стенами» Дэвида Ламберта и комедии «Дом на колесах» Франсуа Пиро. В этом же году актер был номинирован на кинопремию «Сезар» в категории «Самый перспективный актер» за роль в фильме Тедди Луссо-Модесте «Джимми Ривье».
В 2013 году Гуи стал исполнять роль главного героя в комедийной ленте Сильвена Шоме «Мой Аттила Марсель», за которую получил приз Пекинского международного кинофестиваля. В следующем году актёр снялся во французской комедии Одри Даны «Красотки в Париже» и криминальном боевике Седрика Жименеса «Французский транзит», где его партнерами по съемочной площадке стали Жиль Леллуш и Жан Дюжарден.
В 2015 году Гийом Гуи вместе с Тахар Рахим и Экзаркопулос участвовал в исторической драме Эли Важемана «Анархисты», которая была показана на Неделе критиков 68-го Каннского кинофестиваля 2015 года.
В 2016 году Гийом Гуи входил в состав жюри 23-го Международного кинофестиваля фантастических фильмов в Жерар, возглавляемого Клодом Лелушем.

### Личная жизнь
Гийом Гуи находится в отношениях с французской актрисой Элиссон Паради, младшей сестрой Ванессы Паради. Летом 2015 года у пары родился сын.